# Straight from the Heart (Lied)
Straight from the Heart ist ein Lied des US-amerikanischen Rocksängers Ian Lloyd aus dem Jahr 1980. Durch die Interpretation von Bryan Adams (1983) erlangte es größere Bekanntheit.

## Hintergrund
Straight from the Heart wurde von den kanadischen Musikern Bryan Adams und Eric Kagna geschrieben beziehungsweise komponiert. Produziert von Bruce Fairbairn und dem Interpreten, Ian Lloyd, erschien es erstmals im Jahr 1980 als Single sowie Teil des Studioalbums Third Wave Civilization.
Koautor Adams nahm das Lied im Jahr 1983 selbst als Softrock-Ballade auf und produzierte es gemeinsam mit Bob Clearmountain. Seine Aufnahme erschien erstmals als Teil des Studioalbums Cuts Like a Knife am 18. Januar 1983 bei A&M Records. Im Februar 1983 erschien es erstmals als offizielle Singleauskopplung. Diese erschien als 7″-Single in diversen Ausführungen, so gibt es Ausführungen mit den B-Seiten Cuts Like a Knife, 	Fits Ya Good, Lonely Nights oder auch One Good Reason.

## Charts und Chartplatzierungen
| ChartsChartplatzierungen       | Höchstplatzierung | Wochen |
| ------------------------------ | ----------------- | ------ |
| Kanada (MC)                    | 20 (15 Wo.)       | 15     |
| Vereinigte Staaten (Billboard) | 10 (19 Wo.)       | 19     |
| Vereinigtes Königreich (OCC)   | 51 (3 Wo.)        | 3      |

## Coverversionen
Vor der Veröffentlichung von Bryan Adams hatte bereits der australische Sänger Jon English den Titel gecovert. Er erreichte Platz 72 in Australien. 1982 coverte die Teen-Band Rosetta Stone den Song. Die Single erschien im November, zwei Monate vor Adams’ Version. Am 11. August 1983 erschien die Version von Bonnie Tyler. Sie erschien als Single und auf ihrem Album Faster Than the Speed of Night. Am 17. Dezember 1983 sang Tyler das Lied in der Sendung Thommys Pop Show extra, die international in vielen Ländern ausgestrahlt wurde. Auch weitere Coverversionen erschienen, darunter drei deutschsprachige: Mut zum Gefühl von Pete Wyoming Bender 1983, Kopf oder Zahl von Kim Merz 1984 und Schön, was Du sagst von Veronika Fischer 1984.